# Go (Motion City Soundtrack)
Go è il quinto album discografico in studio della band statunitense Motion City Soundtrack, pubblicato nel 2012.

## Tracce
1. Circuits and Wires – 3:07
2. True Romance – 3:21
3. Son of a Gun – 3:20
4. Timelines – 4:04
5. Everyone Will Die – 2:46
6. The Coma Kid – 3:30
7. Boxelder – 3:20
8. The Worst Is Yet to Come – 3:56
9. Bad Idea – 3:04
10. Happy Anniversary – 4:17
11. Floating Down the River – 3:09

Tracce bonus nell'edizione Deluxe
1. Bottom Feeder – 3:21
2. Give Up/Give In – 3:39
3. Alcohol Eyes – 2:57

## Formazione
Gruppo
- Justine Pierre - voce, chitarra
- Joshua Cain - chitarra, cori
- Matthew Taylor - basso, tastiere
- Tony Thaxton - batteria, percussioni
- Jesse Johnson - moog, tastiere

Collaboratori
- The Laurels String Quartet - archi (traccia 5)